# Hạ cánh xuống Mặt Trăng

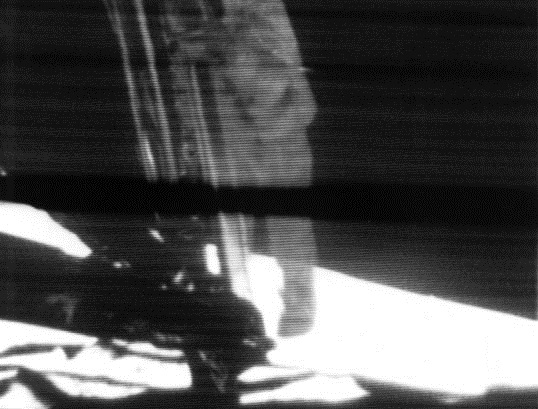
Khung hình tĩnh từ quá trình truyền video, được chụp khoảnh khắc trước khi Neil Armstrong trở thành người đầu tiên bước lên bề mặt Mặt trăng, lúc 02:56 UTC ngày 21 tháng 7 năm 1969. Ước tính 500 triệu người trên toàn thế giới đã theo dõi sự kiện này, lượng khán giả truyền hình lớn nhất được phát sóng trực tiếp vào thời điểm đó.

Hạ cánh lên Mặt trăng là sự xuất hiện của tàu vũ trụ trên bề mặt của Mặt Trăng. Điều này bao gồm cả chuyến bay vũ trụ có phi hành đoàn và robot. Vật thể nhân tạo đầu tiên chạm vào Mặt trăng là Luna 2 của Liên Xô, vào ngày 13 tháng 9 năm 1959.
Tàu Apollo 11 của Hoa Kỳ là tàu không gian đầu tiên có người hạ cánh xuống Mặt Trăng vào ngày 20 tháng 7 năm 1969. Đã có 6 phi thuyền Mỹ hạ cánh xuống Mặt Trăng giữa giai đoạn 1969 và 1972, và nhiều đợt hạ cánh không có người, không có hạ cánh mềm diễn ra trong khoảng thời gian từ ngày 22 tháng 8 năm 1976 đến ngày 14 tháng 12 năm 2013.
Hoa Kỳ là quốc gia duy nhất thực hiện thành công các chuyến bay không gian có người lên Mặt Trăng, với chuyến cuối cùng rời khỏi bề mặt Mặt Trăng vào tháng 12 năm 1972. Tất cả hạ cánh mềm diễn ra trên phía gần của Mặt trăng cho đến ngày 3 tháng 1 năm 2019, khi tàu vũ trụ Thường Nga 4 của Trung Quốc thực hiện lần hạ cánh đầu tiên lên phía xa của Mặt trăng.